# Toward a True Kinship of Faiths – How the World’s Religions Can Come Together
A Toward a True Kinship of Faiths – How the World's Religions Can Come Together (magyarul: A hitek igaz testvérisége felé – Hogyan képesek összejönni a világ vallásai) című könyvben a 14. dalai láma, Tendzin Gyaco felfedi, hogy a vallások közötti különbségeket hogyan lehet nagyra értékelni, anélkül, hogy az konfliktus forrásává válna. Az igaz harmónia létrehozása nem azon múlik, hogy elfogadjuk, hogy minden vallás alapvetően ugyanaz, vagy, hogy ugyanoda vezetnek. Sokan attól tartanak, hogyha elismerik más vallások értékeit, akkor az nem összeegyeztethető a saját vallásuk felé való elkötelezettségükkel. Holott a dalai láma egyértelműen bemutatja, hogy egy igaz hívő hogyan viszonyulhat nyitottan más vallások felé úgy, hogy közben semmiféle kompromisszumra nem szorul a saját vallását illetően.

## Tartalma
Egyetlen ország, kultúra vagy egyén sem maradhat érintetlen abban, hogy mi történik a világ többi részén. Az új technológiai fejlesztések, a környezetszennyezés, a gazdasági növekedés és csökkenés, a nukleáris fegyverek, az instant kommunikáció, összességében egy korábban elképzelhetetlen családi közösséget hoztak létre a világ különböző kultúrái között. A magas rangú tibeti láma szerint a 21. század nagy feladata, hogy az emberek megtanulják és műveljék a békés együttélést. Sokan úgy vélik, hogy a civilizációk elkerülhetetlenül összeütközésbe fognak kerülni egymással. A történelem során a vallások számára nem volt egyszerű a békés együttélés, azonban annak ellenére, hogy a vallási különbségekből fakadó konfliktusok jelentősek és sajnálatra méltók voltak, eddig sosem fenyegették az emberiség életben maradását. Manapság, amikor szélsőséges nézeteket valló csoportok képesek meggyőzni követőiket a hit hatalmas erejével, hogy használják a legfejlettebb technológiákat szörnyűséges tettekre, nagyon oda kell figyelnünk egymásra.
Ennek ellenére a dalai láma megmutatja, hogy a globalizáció kihívásai hogyan vehetnek egészen más irányt, úgy, hogy a nemzetek, a kultúrák és az egyének az emberi mivoltukra alapozva kapcsolatba lépnek egymással. A világ nagy vallásai eltérő módszereket használnak, azonban azonos értékeket képviselnek. A vallásközi dialógusokból merített bölcsességek minden egyént gazdagíthatnak. Minden vallási hagyomány a jó élet egyik zálogának tekinti a másokkal való együttérzést. Minden spirituális tökéletesedésre vágyó ember feladata az együttérzés alapvető értékének kinyilvánítása. Ilyen alapon lehetséges, hogy mély elismerést és tiszteletet érezzünk mások hite iránt.